# Brösarps gästgivaregård
Brösarps gästgivaregård är en gästgivaregård i Brösarp. Skjutsstation och gästgiveri uppfördes 1684.
Den nuvarande gästgivaregården byggdes i etapper mellan 1885 och 1895. Den har 32 gästrum.